# Dogue des Canaries
Le presa canario (presa canario en espagnol) est une race de chiens originaire des îles de Tenerife et de la Grande Canarie en Espagne. Attesté depuis le XVIe siècle, le dogue des Canaries est un chien polyvalent utilisé comme bouvier, chien de chasse et chien de combat. Il est à présent utilisé comme chien de garde et comme chien de travail. Il est le symbole animal de la Grande Canarie.
Le dogue des Canaries est un chien de taille moyenne de type molossoïde au corps longiligne. La tête massive possède des muscles temporaux et des masséters bien développés. La robe est caractérisée par un masque noir sur la face. Elle peut être bringée ou de couleur fauve, avec très peu de marques blanches.

## Dénomination
« perro de presa canario », c'est-à-dire « chien de prise des Canaries »,.

## Historique
Le dogue des Canaries est originaire des îles de Tenerife et de la Grande Canarie. Il est le résultat de croisements entre le Majorero, un bouvier préhispanique autochtone des Canaries, et de chiens molossoïdes importés dans l’archipel. De nombreux documents attestent la présence historique d'un dogue des Canaries dès les XVIe siècle et XVIIe siècle. Les registres municipaux font référence à ce chien utilisé comme chien de garde et de protection des bovins et pour la maîtrise du bétail auprès des bouchers. Il aurait également été sélectionné comme chien de chasse pour forcer et prendre les cochons sauvages.
Toutefois, selon L'Encyclopédie mondiale des chiens, le dogue des Canaries est un ancien chien de combat, issu de croisements entre le bardino, un chien de petite taille très agressif de l'île de Fuerteventura, le mastiff et des chiens molossoïdes autochtones. En 1946, les combats de chiens sont interdits et les effectifs de la race diminuent drastiquement. L'action de quelques éleveurs et de l'Assesseur de l'agriculture et de la pêche des Canaries ont permis de sauver la race.
En France, le dogue des Canaries est encore assez peu connu. En 2012, avec 390 inscriptions au Livre des origines français (LOF), le dogue des Canaries représente la 17e race la plus populaire du groupe 2 « Chiens de type Pinscher et Schnauzer - Molossoïdes - Chiens de Montagne et de Bouvier Suisses ».

## Standard

Portrait d'un dogue des Canaries, champion de Pologne.

Le dogue des Canaries est un chien de taille moyenne de type molossoïde, d'aspect rustique. Bien proportionné, le corps est longiligne, c'est-à-dire plus long que la hauteur au garrot. La morphologie des femelles est généralement plus longiligne que celle des mâles. La croupe est un peu plus haute que le garrot, les flancs sont peu marqués. Grosse à la racine, la queue se rétrécit jusqu’à la pointe. Elle ne dépasse pas le jarret. En action, elle est portée en forme de sabre tandis qu'au repos, elle est pendante, droite avec une légère courbe à l’extrémité.
La tête massive de type brachycéphale a un aspect compact. Les lignes crânio-faciales sont parallèles ou légèrement convergentes. Les arcades zygomatiques sont très marquées, avec des muscles temporaux et masséters très développés et couverts de peau lâche. Légèrement ovales, les yeux de taille moyenne à grande sont bien séparés et de marron foncé à moyen, en accord avec la couleur de la robe. Attachées légèrement au-dessus de la ligne de l’œil, les oreilles de taille moyenne tombent naturellement de chaque côté de la tête. Si la législation autorise la coupe des oreilles, elles sont dressées.
Le poil est court, rustique, bien couché, assez dur au toucher, sans sous-poil. La robe est soit bringée, du sombre très chaud jusqu’au gris clair ou blond, soit de couleur fauve à sable. Les marques blanches sont le moins présentes possibles et situées sur la poitrine, le cou, les pieds avant et les doigts arrière. Le masque noir sur le visage ne dépasse pas la hauteur des yeux.

Dogue des Canaries noir bringé.
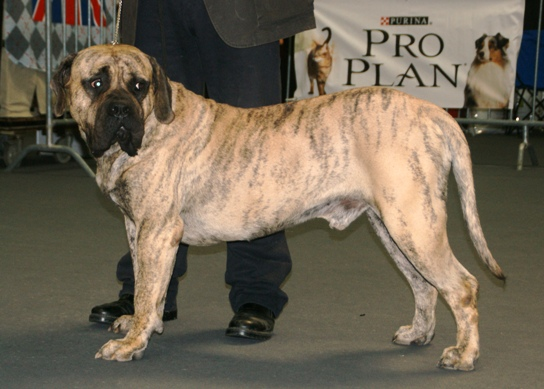
Dogue des Canaries bringé blond, oreilles non coupées.

## Caractère

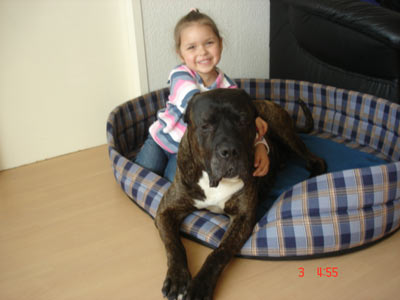
Le dogue des Canaries est un chien paisible.

Le dogue des Canaries est décrit dans le standard de la Fédération cynologique internationale comme doué pour la garde et pour la conduite des bovins, d'un tempérament équilibré, sûr de lui, paisible, très attaché à son maître, parfois méfiant envers les étrangers. Selon L'Encyclopédie mondiale des chiens, c'est un chien impétueux et courageux, presque insensible à la douleur, bagarreur avec les autres chiens mais docile, affectueux et très attaché à son maître.
Le dogue des Canaries demande une éducation ferme et douce. Il doit être socialisé très jeune et son agressivité ne doit en aucun cas être stimulée. Les mâles sont connus pour cohabiter difficilement. Les activités sportives régulières et des sorties quotidiennes sont nécessaires pour le maintenir en bonne santé mentale et physique. L'aboiement est grave et profond.

## Utilité

Un dogue des Canaries lors d'un entraînement.

Le dogue des Canaries a été employé comme chien de combat selon L'Encyclopédie mondiale des chiens, chien de conduite des bovins, et chien de chasse. C'est un excellent chien de garde. Pouvant être titulaire d’un carnet de travail, le dogue des Canaries peut être utilisé dans de nombreuses disciplines canines comme l'agility.

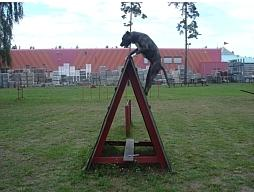
Un dogue des Canaries lors d'un concours de RCI.

## Entretien
La croissance est très longue : le dogue des Canaries n'atteint sa conformation d'adulte qu'à trente mois. Il est sujet au retournement de l'estomac.